# 真島健三郎
真島 健三郎（ましま けんざぶろう、1873年3月20日 - 1941年2月16日）は、日本の海軍技師（軍属）。構造エンジニア。
日本におけるRC構造の先駆として、また柔構造理論の発案者で大正期に建築構造家佐野利器らとの柔・剛論争でつとに有名。香川県出身。

## 経歴
1873年（明治6年）、香川県で西条求次郎の三男として生まれ、製紙会社を経営する真島襄一郎の三女をもらい真島家に入る。1896年（明治29年）7月札幌農学校工学科卒業後、恩師広井勇が責任者として従事していた北海道庁の小樽築港工事に助手として工事にあたった。1899年（明治32年）海軍技師に任用され、翌1900年（明治33年）から佐世保鎮守府経理部建築課に勤務。
小野田セメントの協力を得て1901年（明治34年）から1902年（明治35年）にかけて水雷艇船渠築造の主任として、当時まだ採用を危ぶまれていたコンクリート造建物の施工に携わり、火山灰を混入する技術を用いて成功を収める。1903年（明治36年）から1904年（明治37年）3月までの半年間、欧米視察。帰国後早速、佐世保海軍工廠内に高さ80尺 （24.24ｍ）におよぶ船渠附属喞筒所煙突の設計を担当。これは日本で最初の鉄筋コンクリートによる煙突である。またドッグのポンプ室と機関室、また3000トンの油槽タンク等の構造物をコンクリート造で築造した。
1905年（明治38年）築造の佐世保港内第一烹炊場・潜水器具庫は、鉄筋コンクリー卜の本格的な建築への導入としては日本初として知られる。1909年（明治42年）には高さ45ｍにもなるRC構造の煙突を完成させる。
1908年（明治41年）繋船堀築造の際には海水に全面が触れるコンクリートを使用し問題ないことを確かめるなど、RC構造技術の先駆者として多くの重要な業績をあげている。1919年（大正8年）工学博士の学位を取得。
1917年（大正6年）には 呉鎮守府の建築課長として転出、1923年（大正12年）海軍省建築局長に就任しているが、この年の9月には関東大震災が発生し、震災後に耐震設計の研究を進めて、翌1924年には「地震動による構造体の振動時相」と題した研究論文を土木学会で発表する。
1930年（昭和5年）に『地震と建築』を出版。同年、京都府舞鶴市の旧海軍機関学校校舎群（現・海上自衛隊舞鶴地方総監部 第一庁舎及び第四術科学校校舎）を設計。これは1921年（大正10年）のワシントン軍縮会議によって建造できなくなった艦船用の鉄骨材を利用し、現代の超高層建築物の耐震設計の基礎となる動的解析理論に基づいた世界初の設計建物である。翌1931年には土木学会副会長に就任。1932年（昭和7年）海軍を退職した。

## 栄典
- 1899年（明治32年）6月20日 - 従七位[13]
- 1900年（明治33年）12月25日 - 正七位[14]
- 1903年（明治36年）6月10日 - 従六位[15]
- 1906年（明治39年）
  - 4月 - 勲四等旭日小綬章[1]
  - 5月30日 - 正六位[16]
- 1911年（明治44年）6月30日 - 従五位[17]
- 1914年（大正3年）6月29日 - 勲三等瑞宝章[18]
- 1916年（大正5年）7月20日 - 正五位[19]
- 1921年（大正10年）8月20日 - 従四位[20]
- 1925年（大正14年）12月24日 - 勲二等瑞宝章[21]
- 1926年（大正15年）9月15日 - 正四位[22]
- 1932年（昭和7年）6月17日 - 正三位[23]
- 1934年（昭和9年）4月29日 - 勲二等旭日重光章[24]